# Vladimir Grigorjev
Vladimir Grigorjev (russisk: Владимир Николаевич Григорьев) (født 18. august 1938 i Mykolaiv i Sovjetunionen, død 14. februar 2017 i Sankt Petersborg i Rusland) var en sovjetisk filminstruktør og manuskriptforfatter.

## Filmografi
- Pozdnije svidanija (Поздние свидания, 1980)[1][2]